# Vaskút
Vaskút (em alemão: Waschkut, Eisenbrunn; em croata: Baškut) é um município da Hungria, situado no condado de Bács-Kiskun. Tem 71,49 km² de área e sua população em 2015 foi estimada em 3.313 habitantes.